# Grimoald II. (Bayern)
Grimoald von Baiern († vor 725) war ein Sohn des bairischen Herzogs Theodo II. und Enkel von Agilolf von Baiern aus der Familie der Agilolfinger. Grimoald war in den Jahren von 702 bis 723 Herzog der Bajuwaren im Teil-Stammesherzogtum Baiern-Freising.
Theodo II. ernannte ihn zusammen mit seinen Brüdern Theudebald, Theudebert und Tassilo II. zu Mitregenten. Nach dem Tod des Vaters im Jahr 718 und seiner Brüder Theudebald und Tassilo II. herrschte er als Mitregent seines Bruders Theudebert. Außerdem heiratete er Pilitrud, die Witwe seines verstorbenen Bruders Theudebald, vermutlich, um seine Machtposition zu sichern. Pilitrud wird als ausgesuchte Schönheit (adulterina dilectatione) bezeichnet und hatte wegen ihrer vornehmen Abstammung auch politische Bedeutung. Diese Ehe brachte ihn jedoch in Konflikt mit dem Missionar Korbinian, der die Ehe für unrechtmäßig erklärte und daraufhin nach Tirol fliehen musste.
Als schließlich auch sein Bruder Theudebert im Jahr 724 verstarb, versuchte er, die Macht ganz an sich zu reißen und seinen Neffen Hugbert von der Herrschaft zu verdrängen. Hugbert floh daraufhin ins Frankenreich und bat den mächtigen Hausmeier des fränkischen Königs, Karl Martell, um Hilfe. Karl Martell rückte im folgenden Jahr (725) gegen das bairische Stammesherzogtum vor. Von Arbeo von Freising wird kein Zusammenhang zwischen dem Eingreifen fränkischer Truppen und der Ermordung Grimoalds hergestellt; vielleicht hat Hugbert ihn zusammen mit Hilfe einiger langobardischer Gegner (insidiatores) aus dem Weg räumen lassen. Der  Preis, den er dafür hat zahlen müssen, war die Abtretung bairischer Gebiete in Südtirol an das Langobardenreich.